# Hassan Fadlallah
Hassan Fadlallah, né en 1967, est un homme politique libanais.

## Biographie
Diplômé en communication et journalisme, il est choisi par le Hezbollah dans les années 1990 pour diriger le service politique de ses médias, la chaîne de radio Annour et la télévision Al-Manar.
Membre du conseil politique du Hezbollah entre 1998 et 2004, il devient député chiite de Bent-Jbeil lors des législatives de 2005.
Au Parlement, il est l'une des figures clés du Bloc de la fidélité à la Résistance et il préside la commission parlementaire de l'Information et des Télécommunications.